# Hirticollis
Hirticollis är ett släkte av skalbaggar som beskrevs av Sylvain Auguste de Marseul 1879. Hirticollis ingår i familjen kvickbaggar.
Släktet innehåller bara arten Hirticollis hispidus.